# 나나온샤
주식회사 나나온샤(일본어: 	株式会社七音社, 영어: NanaOn-Sha)는 리듬 게임을 전문으로 제작하는 일본의 비디오 게임 개발사이다. 1993년 마츠우라 마사야가 설립한 회사로 대표작으로는 《파라파 더 래퍼》와 《비브리본》이 있다.

## 역사
상호 '나나온샤'은 일본어로 일곱, 소리와 회사를 한자로 적어 지은 이름이다.

## 제작한 게임
- 《더닝글루》 (1996)
- 《파라파 더 래퍼》 (1996)[3]
- 《엄 재머 래미》 (1999)[4]
- 《비브리본》 (1999)[5]
- 《리듬 라이더 케로리칸》 (2000)
- 《파라파 더 래퍼 2》 (2001)
- 《모지브리본》 (2003)
- 《비브리플》 (2004)[6]